# مايك ديلاني
مايك ديلاني (بالإنجليزية: Mike Delany)‏ هو لاعب اتحاد الرغبي نيوزيلندي، ولد في 15 يونيو 1982 في روتوروا في نيوزيلندا.

## وصلات خارجية
- مايك ديلاني على موقع دوري الرغبي الممتاز (الإنجليزية)
- مايك ديلاني عل موقع إسبنسكروم (الإنجليزية)
- مايك ديلاني على موقع ItsRugby.co.uk (الإنجليزية)